# 로스트 인 더 선
《로스트 인 더 선》(영어: Lost in the Sun)은 2015년 공개된 미국의 영화이다.

## 출연

### 주연
- 조쉬 더하멜
- 조쉬 위긴스

### 조연
- 린 콜린스
- 엠마 푸르만 - 로즈 역
- 데보라 애봇
- 래리 잭 도슨
- 브라이언 엘더